# 查尔斯·贝林
查尔斯·D·贝林（英語：Charles David Bailyn，1959年10月27日—）是一位美国天体物理学家，耶鲁大学教授，在耶鲁大学开放课程中有开设24节课的《天体物理学之探索和争议》（Frontiers and Controversies in Astrophysics），也是耶魯-新加坡國大學院的首任院长。其父亲是美国历史学家伯纳德·贝林